# Geelborstorpheusmierkruiper
De geelborstorpheusmierkruiper (Hypocnemis subflava) is een zangvogel uit de familie Thamnophilidae (miervogels).

## Verspreiding en leefgebied
Deze soort komt voor in Peru en Bolivia en telt twee ondersoorten:
- H. s. collinsi: van zuidoostelijk Peru tot noordwestelijk Bolivia en het uiterste zuidwesten van Brazilië.
- H. s. subflava: oostelijk-centraal Peru.

## Status
De grootte van de populatie is niet gekwantificeerd maar de soort wordt omschreven als vrij algemeen. Op de Rode lijst van de IUCN heeft deze soort de status niet bedreigd.